# ارنست شوارتس
ارنست شوارتس (آلمانی: Ernst Schwarz; ۱ دسامبر ۱۸۸۹ – ۲۳ سپتامبر ۱۹۶۲) زیست‌شناس، جانورشناس و استاد دانشگاه اهل آلمان بود.
وی در مونیخ جانورشناسی خواند. برای مدتی در موزه تاریخ طبیعی فرانکفورت و موزه جانورشناسی برلین کار کرد. در ۱۹۲۹ استاد جانورشناسی دانشگاه گرایفسوالد شد. بین سال‌های ۱۹۳۳ تا ۱۹۳۷ نیز در موزه تاریخ طبیعی لندن مشغول به کار بود و پس از آن به ایالات متحده آمریکا رفت.
مطالعات وی بیشتر دربارهٔ دوزیستان، خزندگان و مخصوصاً گرزه‌ماریان حوضه مدیترانه و اروپا بود.
وی را بیشتر به سبب کشف بونوبو در سال ۱۹۲۸ می‌شناسند.